# Ga Bắc Ninh
Ga Bắc Ninh là một nhà ga xe lửa tại phường Kinh Bắc, tỉnh Bắc Ninh. Nhà ga là một điểm của đường sắt Hà Nội - Đồng Đăng và nối với ga Lim với ga Thị Cầu.